# Discografia di BoA
Questa è la discografia di BoA, cantante coreana.

## Album

### Album in studio
| 2000                                                                                              | ID; Peace B - Data di pubblicazione: 25 agosto 2000 - Etichetta: SM Entertainment - Formati: CD                                    | 10                | 30                | —                 | Vendite: 156,354+                                              |
| 2002                                                                                              | No.1 - Data di pubblicazione: 14 aprile 2002 - Etichetta: SM Entertainment - Formati: CD                                           | 1                 | 21                | —                 | Vendite: 560,326+                                              |
| 2003                                                                                              | Atlantis Princess - Data di pubblicazione: 13 marzo 2003 - Etichetta: SM Entertainment - Formati: CD                               | 1                 | —                 | —                 | Vendite: 345,313+                                              |
| 2004                                                                                              | My Name - Data di pubblicazione: 15 giugno 2004 - Etichetta: SM Entertainment - Formati: CD, CD+DVD (Special Edition)              | 1                 | —                 | —                 | Vendite: 196,582+                                              |
| 2005                                                                                              | Girls on Top - Data di pubblicazione: 23 giugno 2005 - Etichetta: SM Entertainment - Formati: CD, CD+DVD (Special Edition)         | 1                 | —                 | —                 | Vendite: 112,954+                                              |
| 2010                                                                                              | Hurricane Venus - Data di pubblicazione: 5 agosto 2010 - Etichetta: SM Entertainment - Formati: CD                                 | 1                 | 178               | —                 | Vendite: 55,776+                                               |
| 2012                                                                                              | Only One - Data di pubblicazione: 25 luglio 2012 - Etichetta: SM Entertainment - Formati: CD                                       |                   |                   |                   | Vendite: TBA                                                   |
| Album giapponesi                                                                                  | |                   |                   |                   |                                                                |
| Anno                                                                                              | Titolo | Posizione massima | Posizione massima | Posizione massima | Certificazioni                                                 |
| Anno                                                                                              | Titolo | KOR               | JPN               | US                | Certificazioni                                                 |
| 2002                                                                                              | Listen to My Heart - Data di pubblicazione: 13 marzo 2002 - Etichetta: Avex Trax - Formati: CD                                     | —                 | 1                 | —                 | RIAJ: Million Vendite: 1,000,000+ Vendite mondiali: 1,300,000+ |
| 2003                                                                                              | Valenti - Data di pubblicazione: 29 gennaio 2003 - Etichetta: Avex Trax - Formati: CD, CD+DVD (First Press Limited Edition)        | 1                 | 1                 | —                 | RIAJ: Million Vendite: 1,300,000+                              |
| 2004                                                                                              | Love & Honesty - Data di pubblicazione: 15 gennaio 2004 - Etichetta: Avex Trax - Formati: CD, CD+DVD (First Press Limited Edition) | 11                | 1                 | —                 | RIAJ: 3 x Platino Vendite: 750,000+                            |
| 2006                                                                                              | Outgrow - Data di pubblicazione: 15 febbraio 2006 - Etichetta: Avex Trax - Formati: CD, CD+DVD, download digitale                  | 1                 | 1                 | —                 | RIAJ: 2 x Platino Vendite: 500,000+                            |
| 2007                                                                                              | Made in Twenty (20) - Data di pubblicazione: 11 gennaio 2007 - Etichetta: Avex Trax - Formati: CD, CD+DVD, download digitale       | 7                 | 1                 | —                 | RIAJ: Platino Vendite: 350,000+                                |
| 2008                                                                                              | The Face - Data di pubblicazione: 27 febbraio 2008 - Etichetta: Avex Trax - Formati: CD, CD+DVD, CD+2DVD, download digitale        | 3                 | 1                 | —                 | RIAJ: Platino Vendite: RIAJ: 250,000+                          |
| 2010                                                                                              | Identity - Data di pubblicazione: 10 febbraio 2010 - Etichetta: Avex Trax - Formati: CD, CD+DVD, download digitale                 | 1                 | 4                 | —                 | Vendite: 72,000+                                               |
| Album inglesi                                                                                     | |                   |                   |                   |                                                                |
| Anno                                                                                              | Titolo | Posizione massima | Posizione massima | Posizione massima | Certificazioni                                                 |
| Anno                                                                                              | Titolo | KOR               | JPN               | US                | Certificazioni                                                 |
| 2009                                                                                              | BoA - Data di pubblicazione: 17 marzo 2009 - Etichetta: SM Entertainment USA - Formati: CD, download digitale                      | 1                 | 2                 | 127               | RIAK: Platino                                                  |
| "—" indica che il titolo non è entrato in classifica o non è stato pubblicato in quel territorio. | |                   |                   |                   |                                                                |

### Raccolte
| Anno | Titolo | Posizione massima | Certificazioni                                          |
| Anno | Titolo | JPN               | Certificazioni                                          |
| ---- | --- | ----------------- | ------------------------------------------------------- |
| 2004 | K-pop Selection - Data di pubblicazione: 3 marzo 2004 - Etichetta: Avex Trax - Formati: CD, CD+DVD                       | 13                | —                                                       |
| 2005 | Best of Soul - Data di pubblicazione: 2 febbraio 2005 - Etichetta: Avex Trax - Formati: CD, CD+DVD                       | 1                 | RIAJ: Million Vendite: 1,060,039+ Worldwide: 1,200,000+ |
| 2009 | Best & USA - Data di pubblicazione: 18 marzo 2009 - Etichetta: Avex Trax - Formati: CD, 2CD, 2CD+2DVD, download digitale | 2                 | RIAJ: Gold Vendite: 200,000+                            |

### Album Remix
| Anno | Titolo                                                                                       | Posizione massima | Certificazioni                  |
| Anno | Titolo                                                                                       | JPN               | Certificazioni                  |
| ---- | -------------------------------------------------------------------------------------------- | ----------------- | ------------------------------- |
| 2002 | Peace B. Remixes - Data di pubblicazione: 7 agosto 2002 - Etichetta: Avex Trax - Formati: CD | 18                | Vendite: 21,400+                |
| 2003 | Next World - Data di pubblicazione: 27 agosto 2003 - Etichetta: Avex Trax - Formati: CD      | 4                 | RIAJ: Platino Vendite: 250,000+ |

## Extended play
| 2001                                                                                              | Jumping into the World - Data di pubblicazione: 3 marzo 2001 - Etichetta: SM Entertainment - Formati: CD | 6 | 29 | Vendite: 100,000+ |
| 2002                                                                                              | Miracle - Data di pubblicazione: 24 settembre 2002 - Etichetta: SM Entertainment - Formati: CD           | 4 | —  | Vendite: 313,597+ |
| 2003                                                                                              | Shine We Are! - Data di pubblicazione: 4 dicembre 2003 - Etichetta: SM Entertainment - Formati: CD       | 3 |    | Vendite: 100,000+ |
| "—" indica che il titolo non è entrato in classifica o non è stato pubblicato in quel territorio. | |   |    |                   |

## Singoli
| Anno         | Titolo                                                 | Classifica | Classifica | Classifica | Copie vendute     | Album               |
| Anno         | Titolo                                                 | JPN        | KOR        | USA Dance  | Copie vendute     | Album               |
| ------------ | ------------------------------------------------------ | ---------- | ---------- | ---------- | ----------------- | ------------------- |
| 2001         | ID; Peace B                                            | 20         | —          | —          | Vendite: 40,470+  | Listen to My Heart  |
| 2001         | Amazing Kiss                                           | 23         | —          | —          | Vendite: 59,450+  | Listen to My Heart  |
| 2001         | Kimochi wa Tsutawaru                                   | 15         | —          | —          | Vendite: 77,220+  | Listen to My Heart  |
| 2002         | Listen to My Heart                                     | 5          | —          | —          | Vendite: 179,590+ | Listen to My Heart  |
| 2002         | Every Heart: Minna no Kimochi                          | 10         | —          | —          | Vendite: 84,430+  | Listen to My Heart  |
| 2002         | Don't Start Now                                        | 17         | —          | —          | Vendite: 20,580+  | Listen to My Heart  |
| 2002         | Valenti                                                | 2          | —          | —          | Vendite: 201,810+ | Valenti             |
| 2002         | Kiseki / No.1                                          | 3          | —          | —          | Vendite: 129,462+ | Valenti             |
| 2002         | Jewel Song / Beside You: Boku o Yobu Koe               | 3          | —          | —          | Vendite: 151,485+ | Valenti             |
| 2003         | Shine We Are! / Earthsong                              | 2          | —          | —          | Vendite: 144,264+ | Love & Honesty      |
| 2003         | Double (Double/Midnight Parade/Milky Way: Kimi no Uta) | 2          | 8          | —          | Vendite: 82,395+  | Love & Honesty      |
| 2003         | Rock with You                                          | 5          | 11         | —          | Vendite: 58,314+  | Love & Honesty      |
| 2004         | Be the One                                             | 15         | —          | —          | Vendite: 24,293+  | Love & Honesty      |
| 2004         | Quincy / Kono Yo no Shirushi                           | 4          | —          | —          | Vendite: 82,614+  | Best of Soul        |
| 2004         | Meri Kuri                                              | 5          | 10         | —          | Vendite: 136,725+ | Best of Soul        |
| 2005         | Do the Motion                                          | 1          | —          | —          | Vendite: 169,542+ | Outgrow             |
| 2005         | Make a Secret                                          | 5          | —          | —          | Vendite: 54,453+  | Outgrow             |
| 2005         | Dakishimeru                                            | 9          | —          | —          | Vendite: 58,436+  | Outgrow             |
| 2006         | Everlasting                                            | 4          | 6          | —          | Vendite: 74,744+  | Outgrow             |
| 2006         | Nanairo no Ashita: Brand New Beat / Your Color         | 3          | —          | —          | Vendite: 90,123+  | Made in Twenty (20) |
| 2006         | Key of Heart / Dotch                                   | 4          | —          | —          | Vendite: 40,943+  | Made in Twenty (20) |
| 2006         | Winter Love                                            | 2          | —          | —          | Vendite: 99,078+  | Made in Twenty (20) |
| 2007         | Sweet Impact                                           | 5          | —          | —          | Vendite: 42,789+  | The Face            |
| 2007         | Love Letter                                            | 3          | —          | —          | Vendite: 43,524+  | The Face            |
| 2007         | Lose Your Mind                                         | 6          | —          | —          | Vendite: 22,961+  | The Face            |
| 2008         | Be with You.                                           | 13         | —          | —          | Vendite: 15,636+  | The Face            |
| 2008         | Vivid: Kissing You, Sparkling, Joyful Smile            | 5          | —          | —          | Vendite: 29,304+  | Best & USA          |
| 2008         | Eat You Up                                             | —          | —          | 8          | Vendite: N/A      | BoA                 |
| 2009         | Eien/Universe/Believe in Love                          | 8          | —          | —          | Vendite: 22,354+  | Best & USA          |
| 2009         | I Did It for Love (featuring Sean Garrett)             | —          | —          | 19         | Vendite: N/A      | BoA                 |
| 2009         | Energetic                                              | —          | —          | 17         | Vendite: N/A      | BoA                 |
| 2009         | Bump Bump! (featuring Verbal)                          | 8          | —          | —          | Vendite: 12,706+  | Identity            |
| 2009         | Mamoritai: White Wishes                                | 3          | —          | —          | Vendite: 50,613+  | Identity            |
| 2010         | Woo Weekend                                            | 10         | —          | —          | Vendite: 12,459+  | TBA                 |
| 2011         | I See Me                                               | —          | —          | —          | Vendite: N/A      |                     |
| 2011         | Milestone (DVD Singolo)                                | 4‡         | —          | —          | Vendite: 7,722+   | TBA                 |
| Template:Ubl |                                                        |            |            |            |                   |                     |

### Singoli in collaborazione
| Anno | Titolo                                                                         | Charts | Charts | Album               |
| Anno | Titolo                                                                         | JPN    | KOR    | Album               |
| ---- | ------------------------------------------------------------------------------ | ------ | ------ | ------------------- |
| 2001 | The Meaning of Peace con Koda Kumi                                             | 12     | —      | Listen to My Heart  |
| 2002 | Everything Needs Love (Mondo Grosso featuring BoA)                             | 32     | —      | Next World          |
| 2003 | Holiday Palmdrive featuring BoA & Firstklas                                    | 27     | —      | Next World          |
| 2003 | Show Me What You Got (Bratz featuring BoA & Howie D.)                          | —      | —      | Next World          |
| 2004 | O Holy Night con TVXQ                                                          | —      | —      | Hug                 |
| 2004 | The Love Bug (M-Flo loves BoA)                                                 | 8      | —      | Astromantic         |
| 2004 | Tri-Angle con TVXQ & The TRAX                                                  | —      | 1      | Tri-Angle           |
| 2007 | AnyBand                                                                        | —      | 1      | non-album single    |
| 2009 | Girlfriend (Crystal Kay feat. BoA)"                                            | 31     | —      | Best of Crystal Kay |
| 2012 | One Dream BoA feat.Key (cantante) (degli SHINee) ed Henry (dei Super Junior-M) | —      | —      | non-album single    |

## Video musicali/promozionali
Inglesi
Album
BoA
- Eat You Up
- Look Whos Talking
- I Did It For Love
- Energetic

Altro
- Amazing Kiss (Versione inglese)
- Flying Without Wings - Westlife featuring BoA
- Show Me What You Got - Bratz feat.BoA & Howie D. (Backstreet Boys)
- Everything Needs Love feat. BoA - Mondo Grosso
- Everything Needs Love feat. BoA (Live Ver.) - Mondo Grosso

Coreani
Album
ID; Peace B
- ID; Peace B
- Sara

Jumping into the World
- Don't start now

No.1
- No. 1
- Neul.. (늘.., lit. Waiting..)
- My Sweetie
- Listen to my Heart

Miracle
- Gi Jeok (기적, lit. Destiny)
- Every Heart
- Valenti

Altantis Princess
- Atlantis SoNyeo (아틀란티스 소녀, lit. Atlantis Princess)
- Milky Way

Shine We Are
- Shine We Are!

My Name
- My Name
- My Prayer
- Ba Bo Gat Jo (바보같죠, lit. Stay in Love)

Girls on Top
- Girls on Top / Ga Eul Pyun Ji (가을편지)
- Moto

Hurricane Venus
- Game
- Hurricane Venus

Copy & Paste
- Copy & Paste

Singoli
Double
- Double

Rock with You
- Rock with You

Merry-Chri
- Merry-Chri (메리-크리)

Everlasting
- Everlasting

Key of Heart
- Key of Heart

Altro
Special Collaboration - Anyband (BoA, Xiah Junsu, Jin Bora, Tablo)
- TPL (Talk, Play, Love) / Promise U

SM Town featured
- Look Outside the Window (Winter Vacation 2000)
- Angel Eyes (Winter Vacation 2001)
- Summer Vacation (Summer Vacation 2002)
- My Angel, My Light (Winter Vacation 2002)
- Hello Summer (Summer Vacation 2003)
- Summer in Dream (Summer Vacation 2003)
- Snowflake (Winter Vacation 2003)
- Hot Mail (여름편지) (Summer Vacation 2004)
- Red Sun (태양은 가득히) (Summer Vacation 2006)
- Snow Dream (Winter Vacation 2006)
- Let's Go on a Trip (여행을 떠나요) (Summer Vacation 2007)
- Only Love (사랑 하나죠) (Winter Vacation 2007)

Promotions and featured songs
- Midnight Parade (stream & promo only - Winter Vacation 2003)
- The Lights of Seoul (promo only)
- Tri-Angle (TVXQ feat. BoA & TRAX)
- The Love Bug (M-Flo Tour 2007 Cosmicolor) (stream & promo only)

Giapponesi
Album
Listen to My Heart
- ID; Peace B
- Amazing Kiss
- Kimochi wa Tsutawaru
- Listen to My Heart
- Every Heart: Minna no Kimochi

Valenti
- Valenti
- Kiseki
- Jewel Song

Love & Honesty
- Shine We Are!
- Double
- Rock with You
- Be the One

Best of Soul
- Quincy
- Merikuri

Outgrow
- Do the Motion
- Make a Secret
- Dakishimeru
- Everlasting

Made in Twenty (20)
- Nanairo no Ashita: Brand New Beat
- Key of Heart
- Winter Love

The Face
- Sweet Impact
- Love Letter
- Lose Your Mind (feat. Yutaka Furukawa dei Doping Panda)
- Be With You

Best&USA
- Kissing You
- Sparkling
- Eien

Identity
- Bump Bump! feat. Verbal (m-flo)
- Mamoritai: White Wishes
- Possibility

Milestone
- Milestone

Altro
- Holiday (Palmdrive feat. BoA & Firstklas)
- The Love Bug (m-flo Loves BoA)
- Everlasting (Premium Version) (stream & promo only)
- Lady Galaxy live from Arena Tour 2007 Made in Twenty (20) (promo only)
- Nanairo no Ashita: Brand New Beat live from Arena Tour 2007 Made in Twenty (20) (promo only)
- Hey Boy, Hey Girl (Seamo feat. BoA)
- Be With You (Movie Version) (promo only)
- Girl in the Mirror live from Live Tour 2008 The Face (promo only)
- Lazer live from Live Tour 2010 Identity (promo only)
- Woo Weekend
- Believe in Love
- Everything Needs Love